# Holger Schück
Holger Schück (* 29. Juni 1950 in Kiel; † 14. April 2009 in Berlin) war ein deutscher Sportjournalist und Buchautor. Er galt als Fachmann für Sportpolitik, Dopingproblematik und Boxen.

## Leben

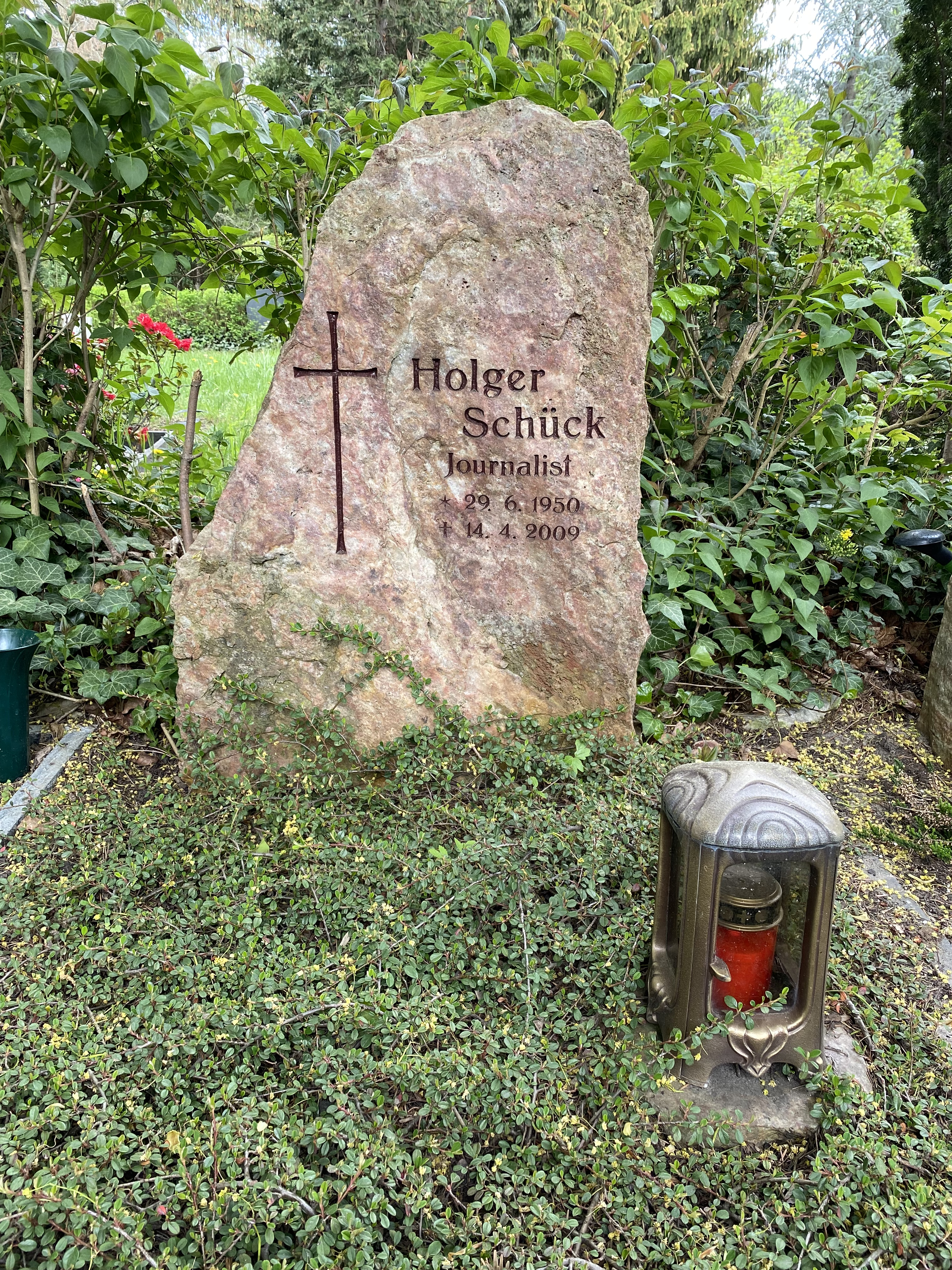
Grabstätte auf dem Friedhof Steglitz

Nach seiner Schulausbildung schlug Schück in seiner Heimatstadt Kiel zunächst die Beamtenlaufbahn ein. Darin brachte er es bis zum Dienstrang des Stadtoberinspektors. In den späten 1970er-Jahren verließ er die Kieler Stadtverwaltung und begann journalistisch für die „Kieler Nachrichten“ zu arbeiten. 1982 wechselte er nach West-Berlin, um dort einen Arbeitsvertrag in der Sportredaktion der Boulevard-Tageszeitung „B.Z.“ anzunehmen. Nach  drei Monaten bei der „B.Z.“ wechselte Schück 1983 zum Sport-Informations-Dienst (sid). Im Constanze-Pressehaus in der Berliner Kurfürstenstraße suchte sid-Mitgesellschafter Willi Ph. Knecht nach einem Vizeleiter der damals neu geschaffenen West-Berliner Außenstelle des sid. Schück nahm diesen Posten an und baute die Redaktion über die folgenden Jahre maßgeblich mit auf. 1989 zog sich Knecht aus dem aktuellen Redaktionsgeschäft zurück, und Schück übernahm die Leitung, die er bis zu seinem Verlassen des sid 1996 innehatte.
Ab ca. 1990 arbeitete Schück weiterhin als Autor für den Pressedienst des Deutschen Sportbundes und später des Deutschen Olympischen Sportbundes. Nach seinem Ausscheiden aus dem sid 1996 wirkte Schück als freier Journalist und Autor unter anderem für den Deutschlandfunk, DeutschlandRadio Kultur, den Fernsehsender Premiere, den Tagesspiegel und die Deutsche Presse-Agentur. Zudem erstellte Schück die Begleit- und Programmhefte für Amateur- und Profiboxkämpfe und arbeitete projektweise als PR-Berater.
Am 13. April 2009 erkrankte Schück überraschend und wurde am späten Abend nach einer häuslichen Untersuchung durch einen Bereitschaftsarzt zunächst per Notarztwagen zum Universitätsklinikum Benjamin Franklin gebracht. Dort wurde eine Behandlung unter Hinweis auf mangelnde intensivmedizinische Kapazitäten nicht vorgenommen, woraufhin Schück weiter ins Klinikum Westend gefahren wurde. In den frühen Morgenstunden des 14. April 2009 verstarb Schück dort.
Schück war seit 2004 mit der Sportwissenschaftlerin Kerstin Kirsch verheiratet. Er wurde auf dem Friedhof Steglitz beigesetzt.

## Publizistische Tätigkeit
1999 gab Schück gemeinsam mit seinem Kollegen Hans-Joachim Seppelt das Buch „Anklage: Kinderdoping“ (Tenea Verlag, ISBN 978-3-932274-16-9) heraus, das sich kritisch mit dem Dopingerbe des DDR-Sports befasst. Im Januar 2009, kam das Buch „Kraftmaschine Parlament“ auf den Markt, das der SPD-Politiker und Vorsitzende des Sportausschusses des Deutschen Bundestages, Peter Danckert, gemeinsam mit Schück verfasste.